# Harmonium (Adams)
Harmonium is een compositie van de Amerikaan John Adams voor gemengd koor en symfonieorkest.
Adams kreeg voor dit werk de opdracht van de San Francisco Symphony voor de ingebruikname van hun nieuwe concertgebouw Davies Symphony Hall. Edo de Waart had Adams aangeraden bij het orkest. Hij leidde dan ook dat orkest (met koor) tijdens de première op 15 april 1981.

## Opzet
Harmonium is geschreven in de stijl van de minimal music waar Adams toen in bezig was. Voor het koor koos hij teksten van de middeleeuwse dichter John Donne en de 19e-eeuwse dichteres Emily Dickinson.
Het werk kent in opzet twee delen:
- deel 1: Negative love van John Donne
- deel 2, sectie 1: Because I could not stop for death van Emily Dickonson
- deel 2, sectie 2: Wild nights van Emily Dickinson

De sectie 1 en 2 van het tweede deel worden (meestal) zonder onderbreking uitgevoerd.
Ten tijde van componeren was Adams nog onder de invloed van een pionier van de minimal music Steve Reich.
Adams liet het werk beginnen met wat hij noemde "preverbal", geluiden waarnemen voor dat ze er daadwerkelijk zijn. Het werk komt dan ook uit het niets naar voren. Adamas was lang met deze techniek bezig voordat hij bedacht dat hij dit in Harmonium kon gebruiken. In dezelfde periode viel zijn oog op het gedichten van Donne en Dickingson. Harmonium valt in een reeks composities zoals Common tones in simple time, Shaker loops en Phrygian gates. De muzikale climaxen van het werk vallen samen met die van het koor.
Vrienden van Adams maakten hem er later op attent dat zij het vreemd vonden dat dit ruimtelijk klinkend werk tot stand kwam op een etagewoning in Haight-Ashbury.

## Orkestratie
- een gemengd koor van ten minste 90 zangers SATB (sopraan, alt, tenor, bariton)
- 4 dwarsfluiten (II, III, IV ook piccolo), 3 hobo's, 3 klarinetten (III ook basklarinet), 3 fagotten (III ook contrafagot)
- 4 hoorns, 4 trompetten, 3 trombones, 1 tuba
- 4 man/vrouw percussie, piano (of synthesizer), celesta, harp
- violen, altviolen, celli, contrabassen.

## Uitvoeringen
Edo de Waart en de San Francisco Symphony was ook de eerste combinatie die het werk vastlegden en die opnamen werden uitgebracht in de net gestarte reeks klassieke muziek van ECM Records (new series 1277). Ook Robert Shaw (met Atlanta Symphony Orchestra voor Telarc) en Adams (met het SFS voor Nonesuch Records) legden het vast. In januari 2025 zijn alleen die De Waart en Adams verkrijgbaar.
In Nederland was de combinatie Kenneth Montgomery, het Omroeporkest en het Groot Omroepkoor de eerste die het onder de aandacht bracht middels een radio-opname uitgezonden op 29 oktober 1982. 